# Drosophila elongata
Drosophila elongata är en tvåvingeart som beskrevs av Alfred Sturtevant 1927. Drosophila elongata ingår i släktet Drosophila och familjen daggflugor.
Artens utbredningsområde är Filippinerna.